# Felicja Wolff
Felicja Władysława Wolff lub Anna Neuman używająca wielu pseudonimów i fałszywych nazwisk (ur. 5 listopada 1895 w Smogorzowie, zm.  2 października 1988 w Warszawie) – polska harcerka, harcmistrzyni, nauczycielka, kurierka przed i w czasie I wojny światowej oraz w czasie II wojny światowej, Orlę Lwowskie, sanitariuszka w czasie wojen o niepodległość Polski i w czasie II wojny światowej, więzień polityczny do 1958 roku, skazana na karę śmierci w PRL, działaczka podziemnej „Solidarności”, opiekunka chorych i ubogich, dama Orderu Virtuti Militari.

## Życiorys

### Wykształcenie i praca
Felicja Wolff ukończyła Szkołę Wydziałową i c.k. Seminarium Nauczycielskie we Lwowie. W 1915 roku uzyskała maturę, a w 1921 roku zdała egzamin kwalifikacyjny i otrzymała patent nauczyciela szkół powszechnych. Tam też zaliczyła roczny kurs pielęgniarski. Od wiosny 1916 roku pracowała jako nauczycielka i kierowniczka szkoły na wsi Krynice koło Tomaszowa Lubelskiego. Następnie, do listopada 1918 roku była nauczycielką szkoły powszechnej w Chodywańcach w województwie lubelskim.
Po przerwie wynikającej z jej uczestnictwa w wojnach niepodległościowych (1918–1921) wróciła w 1922 roku do pracy nauczycielskiej. Poprosiła Kuratorium Szkolne we Lwowie o skierowanie do najuboższej wsi: skierowano ją do jednoklasowej szkoły ludowej w Uhnowie koło Rawy Ruskiej, a następnie od września 1921 roku do szkoły powszechnej w Hucie Polańskiej w powiecie krośnieńskim. 1 września1924 roku została przeniesiona do siedmioklasowej szkoły powszechnej w Supraślu. Pracowała tam do 1939 roku.
Po zwolnieniu z więzienia, od czerwca do grudnia 1958 roku pracowała początkowo jako woźna, a następnie jako zastępczyni sekretarki w Państwowym Liceum Sztuk Plastycznych im. Wojciecha Gersona w Warszawie. Od 15 kwietnia 1959 roku do przejścia na emeryturę ponownie pracowała w administracji tej szkoły, równocześnie ucząc na kursach dla dorosłych organizowanych przez Inspektorat Szkolny w Warszawie.

### Działalność niepodległościowa i społeczna

#### Harcerstwo
Była jedną ze współtwórczyń polskiego harcerstwa, współpracując z Andrzejem i Olgą Małkowskimi. W lutym 1912 roku zorganizowała pierwszą drużynę harcerską we Lwowie, na terenie seminarium nauczycielskiego.
Była współorganizatorką i opiekunką I Żeńskiej Drużyny Harcerek im. Królowej Jadwigi w Supraślu utworzonej w 1933 roku przez Zofię Szczerbińską.
W marcu 1939 roku w ramach Pogotowia Harcerek uczestniczyła w kursach przeciwgazowych i PCK w okolicach Suwałk. Już we wrześniu 1939 roku organizowała łączność harcerską na linii Lwów–Nadwórna–Mikulińce w ramach Lwowskiej Chorągwi Harcerek.
W dwudziestoleciu międzywojennym awansowała do stopnia harcmistrzyni. Była instruktorką Chorągwi Białostockiej ZHP.

#### Przed I wojną światową
W lipcu 1912 roku była uczestniczką pierwszego kursu Tajnej Polskiej Szkoły Państwowej. W latach 1912–1914 pełniła funkcję kurierki dalekiego zasięgu Skonfederowanych Polskich Organizacji Niepodległościowych.

#### I wojna światowa i wojny o niepodległość Polski
W okresie I wojny światowej była kurierką Oddziału Wywiadowczego I Brygady Legionów i POW. Wielokrotnie przekraczała linie frontu. Brała udział w wykradaniu legionistów z niewoli rosyjskiej i kolportażu prasy niepodległościowej we Lwowie. Do listopada 1918 roku organizowała oddziały POW na terenie Krynic i ich okolicy. Dystrybuowała pocztę peowiacką otrzymywaną z Komendy Okręgu POW do adresatów na terenie powiatu tomaszowskiego.
Gdy dowiedziała się w pierwszych dniach listopada 1918 roku o oblężeniu Lwowa, wzięła udział w obronie miasta. Po oswobodzeniu Lwowa pracowała w szpitalu wojskowym. W 1918 roku była kurierką ppłk. Michała Tokarzewskiego (m.in. została wysłana 8 grudnia 1918 roku do Krakowa z raportem dla Naczelnego Wodza), a w 1919 roku uczestniczyła w akcji plebiscytowej na Śląsku Cieszyńskim.
Po ukończeniu kursu sanitarnego, w 1920 roku w czasie wojny polsko-bolszewickiej pełniła na froncie funkcję dowódcy polowego plutonu sanitarnego w 1 Dywizji Piechoty Legionów i w 2 Dywizji Litewsko-Białoruskiej (na linii Wilno–Dyneburg–Kijów). Otrzymała pochwałę od wizytującego jej szpital polowy Józefa Piłsudskiego za czystość i estetykę. Po zawieszeniu broni w październiku 1920 roku pozostała na Kresach Wschodnich, uczestnicząc jako siostra medyczna w ratowaniu ludności przed epidemią tyfusu i innych chorób.

#### II wojna światowa
W sierpniu 1939 roku została powołana do służby wojskowej w funkcji przełożonej służby sanitarnej. Po 1 września przedostała się do Warszawy, gdzie pracowała w szpitalu wojskowym. Na początku października 1939 roku została zaprzysiężona w Warszawie do SZP-ZWZ-AK. Przyjęła pseudonim Zawadzka. Uruchomiła trasę kurierską z Generalnej Gubernii na tereny zajęte przez Armię Czerwoną. W listopadzie tego została wysłana przez Tokarzewskiego ze Lwowa do Wilna, będącego pod władzą litewską. Z tamtejszymi strukturami konspiracyjnymi ustaliła granice obszarów i zasady łączności. Pełniła funkcję kurierki m.in. na linii Warszawa–Lwów i innych. Wielokrotnie przekraczała granicę między terenem okupacji niemieckiej i radzieckiej z pocztą dowódców Polskiego Państwa Podziemnego.
W grudniu 1939 roku wpadła w ręce służb radzieckich, jednak została po kilku dniach zwolniona. 15 maja 1940 roku w czasie realizacji kolejnego zadania kurierskiego została zatrzymana w Narolu przez NKWD. Udało jej się zniszczyć korespondencję konspiracyjną. Została uwięziona w Rawie Ruskiej, a następnie we lwowskich „Brygidkach”. W wyniku procesu urządzonego w Kijowie została skazana na 15 lat łagru i deportowana do łagrów w Kazachstanie. Odbywała karę w łagrach Karabasu, Karagandy i Bedoska. W wyniku podpisania układu Sikorski-Majski została zwolniona z obozu nr 191512 we wrześniu 1941 roku jako Maria Zawadzka. Natychmiast zgłosiła się do Armii Andersa. Od 1 marca do 12 lipca 1942 roku uczyła się na kursie w Szkole Podchorążych Rezerwy Piechoty w Shahrisabz, który ukończyła z bardzo dobrym wynikiem (ukończyła tę szkołę jako jedna z jedynie 3 kobiet). Została mianowana na funkcję dowódcy plutonu sanitarnego w 6 Lwowskiej Dywizji Piechoty w Tockoje. Dowódcą 6 DP był generał Michał Tokarzewski-Karaszewicz, którego dobrze znała ze swej wcześniejszej pracy kurierskiej w Polsce. W porozumieniu z nim objęła opieką osoby cywilne (dzieci, starców), które dołączały ze Związku Radzieckiego, aby towarzyszyć Armii Andersa. Zadania te realizowała również po ewakuacji w Iranie, Iraku i Palestynie. 
Od jesieni 1943 roku pełniła funkcję siostry salowej 3 polowego szpitala ewakuacyjnego w 2 Korpusie Polskim we Włoszech. Brała udział w walkach na Monte Croce, o Monte Cassino, Centofmestre, Ankonę, Loreto i Bolonię. W czasie zdobywania Monte Cassino uczestniczyła w służbie sanitarnej na pierwszej linii frontu. W zdobytym już przez Polaków Loreto, choć jeszcze silnie bombardowanym przez lotnictwo niemieckie, ratowała wraz z polskimi żołnierzami Sanktuarium Santa Casa przed spaleniem. 13 grudnia 1945 roku została odkomenderowana do Kwatery Głównej 2 Korpusu. Po ewakuacji 2 Korpusu w 1946 roku jako kurier „Biura Planowania” Oddziału Informacyjnego Sztabu II Korpusu jeździła do Polski (sześciokrotnie) pod fałszywymi nazwiskami Zofii Gawrońskiej, Felicji Tomaszewskiej, Antoniny Studzińskiej ur. Siedlanowskiej. Została zdemobilizowana 5 lutego 1948 roku, jednak dalej pracowała dla „Biura Planowania”.
W czasie kolejnej misji kurierskiej, w lutym 1949 roku, w drodze do Polski z Londynu została aresztowana jako Anna Neuman na terenie Czechosłowacji. Została zwolniona po 6-miesięcznym pobycie w więzieniu. Pod koniec 1951 roku została aresztowana na terenie Polski przez UB. W czasie przesłuchań odmawiała zeznań, nie przyznała się do prawdziwego nazwiska, zaprzeczała, że jest Felicją Wolff. Wojskowy Sąd Rejonowy w Warszawie pod przewodnictwem por. Stefana Michnika skazał ją 3 marca 1953 roku na karę śmierci zamienioną przez Najwyższy Sąd Wojskowy na dożywocie, a następnie po ogłoszeniu amnestii w 1956 roku – na 12 lat. Została warunkowo zwolniona 22 lutego 1957 roku. Postanowieniem Zgromadzenia Sędziów Najwyższego Sądu Wojskowego w Warszawie z 15 stycznia 1958 roku zmniejszono jej wyrok do 8 lat więzienia, a następnie darowano resztę kary. Karę odbywała w więzieniu mokotowskim, w Inowrocławiu i w Fordonie. Po skazaniu na karę śmierci odmówiła napisania prośby o ułaskawienie do Bieruta (prośbę taką napisał bez jej wiedzy naczelnik więzienia).
Po wyjściu z więzienia nie miała mieszkania. Korzystała m.in. z pomocy płk. Jana Mazurkiewicza „Radosława” (pokój we wspólnym mieszkaniu z rodziną milicjanta) i dr Ireny Wojnicz (więziennej koleżanki, otrzymała pokój u jej kuzynki). Nie otrzymała zezwolenia na pracę w szkolnictwie mimo wieloletniej praktyki dydaktycznej.

#### Działalność opozycyjna w latach 80.
Od sierpnia 1980 roku bardzo aktywnie działała w „Solidarności”. Jej warszawskie mieszkanie było punktem kontaktowym, „przechowalnią” poszukiwanych, lokalem „Solidarności” oraz magazynem niezależnych publikacji do 1983 roku (przeszukanie jej mieszkania przez SB). W jej mieszkaniu był również jeden z magazynów książek Latającej Biblioteki Komitetu Kultury Niezależnej prowadzonej przez Iwonę Korzeniewską. Jak sama relacjonowała (miała wtedy 88 lat): A ja [w czasie tego przeszukania] z tym balkonikiem im się plątałam pod nogami. I cały czas, jak oni sobie już odstawili pudło, które chcą zabrać, to ja im przesuwałam. Tak że oni zupełnie nie mogli się pozbierać, co przejrzeli, a czego nie. Uratowała wszystkie książki należące do Biblioteki. Wezwana po kilku dniach do prokuratury na przesłuchanie, idąc tam upadła i złamała nogę. Tak długo leżała w szpitalu, aż prokurator zrezygnował z przesłuchania.

## Życie prywatne
Felicja Wolff była córką Władysława Piotra Wolfa (sic), lekarza, właściciela folwarku i zarządcy majątku klucza zasławskiego ks. Sanguszki z Zasławia, oraz Marianny Wiktorii z domu Rynkal, działaczki niepodległościowej w zaborze austriackim.
Była najstarszą siostrą czworga dzieci tego małżeństwa. Jej rodzeństwem byli: Maria Władysława, Władysław Marian i Tadeusz.
Od momentu aresztowania przez służby czechosłowackie w 1949 roku używała nazwiska Anna Neuman. Od tego czasu to nazwisko pojawia się w wielu jej dokumentach. W 1968 lub 1969 roku wystąpiła do Wydziału Spraw Wewnętrznych Dzielnicowej Rady Narodowej Praga-Południe w Warszawie z podaniem o zmianę nazwiska z Wolff na Neuman. W podaniu tym twierdziła, że wyszła za mąż za Władysława Tadeusza Neumana 28 sierpnia 1939 roku. Ślubu udzielił kapelan wojskowy, a mąż wkrótce zaginął w w kampanii wrześniowej. Poza jej oświadczeniem nie istnieje żaden inny dowód na zawarcie tego małżeństwa i jego fakt jest uznawany za fikcję. Tym niemniej Kierownik Wydziału Spraw Wewnętrznych Prezydium Dzielnicowej Rady Narodowej Praga-Południe w decyzji z 26 kwietnia 1969 roku wydał decyzję o zmianie jej nazwiska na Neuman. W jej akcie zgonu podano, że była wdową.
Po wyjściu z więzienia mieszkała w Warszawie. W 1987 roku zamieszkała w Domu Opieki Społecznej im. św. Franciszka Salezego prowadzonym przez siostry Szarytki przy ul. Solec 36a w Warszawie. Pod koniec września 1988 roku, próbując podtrzymać jedną z współmieszkanek, upadła i doznała wylewu. Została pochowana na Cmentarzu Wojskowym na Powązkach (kwatera K-14-17).

## Odznaczenia
- Krzyż Srebrny Orderu Virtuti Militari[n][16][41][42]
- Krzyż Niepodległości (17 marca 1933 roku, na wniosek Koła Związku Peowiaków w Tomaszowie Lubelskim poparty przez Zygmunta Pomarańskiego)[43]
- Krzyż Walecznych (Rozkaz Komendanta Głównego ZWZ L. 13/BP z dn. 22 stycznia 1941 lub L.18/BP z dn. 1 sierpnia 1941 r. lub L. 19/BP z dn. 27 czerwca 1941)[44]
- Krzyż Walecznych z jednym okuciem (legitymacja z 30 grudnia 1949 roku na podstawie Dziennika Personalnego Ministra Obrony Narodowej nr 2 z 28 czerwca 1949 roku)[45]
- Krzyż Walecznych po raz trzeci[46]
- Brązowy Krzyż Zasługi z Mieczami (14 czerwca 1943 roku przez Naczelnego Wodza gen. Władysława Sikorskiego podczas jego pobytu na Środkowym Wschodzie)[39]
- Srebrny Krzyż Zasługi z Mieczami[47]
- Medal Wojska – czterokrotnie (nr legitymacji 27018 z WSK Okręgu AK Śląsk)[39]
- Krzyż Pamiątkowy Monte Cassino rozkazem Dtwa 2 Korp.Kwal Nr 148/Y II/l9/4? z dnia 17 marca 194? [48]
- Krzyż Armii Krajowej, legitymacja nr 9225[49]
- brytyjska Gwiazda za Wojnę 1939–1945[47]
- brytyjska Gwiazda Italii[47]
- brytyjski Medal Wojny 1939–1945 (The War Medal 1939–1945)[47]
- Odznaka pamiątkowa Polskiej Organizacji Wojskowej numer Z649[50]
- Odznaka Pamiątkowa 6 Lwowskiej Dywizji Piechoty zatwierdzona rozkazem Naczelnego Wodza z dnia 3 czerwca 1943 roku[51]